# Margueritte Laugier
Margueritte Laugier (1896 - 1976), de nombre de soltera Lhomme, fue una astrónoma del Observatorio de Niza, aunque también realizó numerosas observaciones desde el Observatorio de Uccle, desde los que descubrió 21 asteroides.
Los artículos astronómicos de la época a veces la citan como Madame Laugier.

## Descubrimientos
| Asteroides descubiertos: 21 | Asteroides descubiertos: 21 |
| --------------------------- | --------------------------- |
| (1247) Memoria              | 30 de agosto de 1932        |
| (1426) Riviera              | 1 de abril de 1937          |
| (1461) Jean-Jacques         | 30 de diciembre de 1937     |
| (1651) Behrens              | 23 de abril de 1936         |
| (1681) Steinmetz            | 23 de noviembre de 1948     |
| (1690) Mairhofer            | 8 de noviembre de 1948      |
| (1730) Marceline            | 17 de octubre de 1936       |
| (1755) Lorbach              | 8 de noviembre de 1936      |
| (1884) Skip                 | 2 de marzo de 1943          |
| (2068) Dangreen             | 8 de enero de 1948          |
| (2106) Hugo                 | 21 de octubre de 1936       |
| (2384) Schulhof             | 2 de marzo de 1943          |
| (2393) Suzuki               | 17 de noviembre de 1955     |
| (2677) Joan                 | 25 de marzo de 1935         |
| (3220) Murayama             | 22 de noviembre de 1951     |
| (3568) ASCII                | 17 de octubre de 1936       |
| (4649) Sumoto               | 20 de diciembre de 1936     |
| (4909) Couteau              | 28 de septiembre de 1949    |
| (6887) Hasuo                | 24 de noviembre de 1951     |
| (10449) Takuma              | 16 de octubre de 1936       |
| (20959) 1936 UG             | 21 de octubre de 1936       |

### Asteroides descubiertos
Entre 1932 y 1955 descubrió 21 asteroides. El Centro de Planetas Menores acredita sus descubrimientos como M. Laugier.
Además descubrió desde Niza y de forma independiente el asteroide (1564) Srbija descubierto el 15 de octubre de 1949 que fue comunicado el mismo día pero con anterioridad por M. B. Protitch, a quien se le atribuye.
- (2106) Hugo

## Epónimos
El asteroide (1597) Laugier descubierto en 1949 por Louis Boyer fue nombrado en su honor.